# Nick Cave

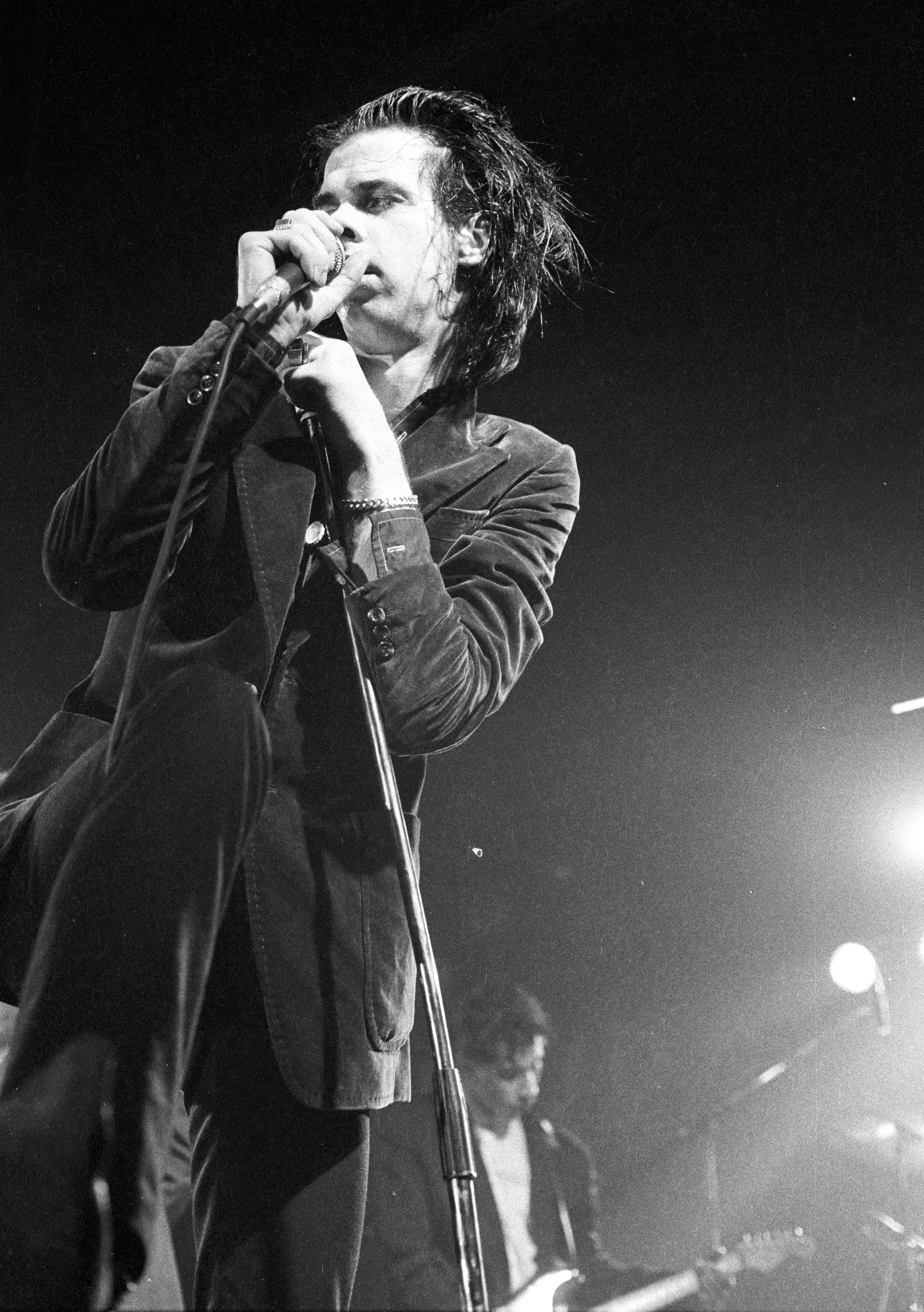
Nick Cave in Deinze, 1986

Nicholas Edward Cave (Warracknabeal, 22 september 1957) is een Australische singer-songwriter, dichter, schrijver en acteur. Hij woont en werkt in het Engelse Brighton. Hij is voornamelijk bekend als frontman van Nick Cave and the Bad Seeds.

## Biografie
Nick Cave werd geboren op 22 september 1957 in Warracknabeal, Australië. 
In 1973 ontmoette hij Mick Harvey, Phil Calvert, John Cochivera, Brett Purcell, en Chris Coyne op de middelbare school in Caulfield nabij Melbourne. Ze richtten een punkband op met Cave als zanger en spelen punk covers van onder meer Lou Reed, David Bowie en Alice Cooper. De band werd in 1977 The Boys Next Door gedoopt en begon steeds meer eigen nummers te spelen. De bandleden waren op dat moment Cave, Harvey, Calvert en Tracy Pew. In 1980, na een verhuizing naar Londen en vervolgens West-Berlijn, onderging de band een naamsverandering naar The Birthday Party. 
Na een cultstatus te hebben bereikt in Australië en Europa werd de band eind 1983 ontbonden. In 1984 richtten Nick Cave en Mick Harvey Nick Cave and The Bad Seeds op met gitarist Blixa Bargeld.
Cave schreef mee aan het scenario van de onafhankelijk geproduceerde dramafilm Ghosts… of the Civil Dead uit 1988. Hij verzorgde samen met Blixa Bargeld en Mick Harvey de soundtrack.
In 1989 bracht Nick Cave zijn eerste roman uit getiteld And the Ass Saw the Angel.
Voor het album Next Wave (2002) van Chris Coco coverde Cave het nummer Sunday Morning van The Velvet Underground.
Nick Cave schreef het scenario voor de western The Proposition van John Hillcoat uit 2005. De cast bestaat onder andere uit Guy Pearce, Ray Winstone, Danny Huston, John Hurt, David Wenham en Emily Watson. De muziek schreef hij samen met Warren Ellis.
In maart 2007 verscheen het eerste album van zijn nieuwe project, Grinderman. De groep bestond uit Nick Cave en enkele leden van the Bad Seeds. Op 10 december 2011 maakte Grinderman bekend na twee albums (Grinderman en Grinderman 2) uit elkaar te gaan.
In september 2009 werd de tweede roman van Nick Cave, De dood van Bunny Munro (The Death Of Bunny Munro), gepubliceerd. Door zijn expliciete schrijfwijze lokt het boek tegenstrijdige reacties uit.
In 2014 ging de opera Shell Shock in première in de Koninklijke Muntschouwburg te Brussel. Dit werk werd door Nicholas Lens gecomponeerd op een libretto van Nick Cave.
Eind 2018 nam Marianne Faithfull het nummer The Gypsy Faerie Queen op dat ze schreef en inzong met Nick Cave.
Sinds de tijd van de COVID-19-pandemie legt Nick Cave zich toe op keramische beeldhouwkunst. Hij geeft hiermee invulling aan een ander talent waarover hij al in zijn kindertijd beschikte. Zijn eerste solo-tentoonstelling – van zeventien beeldjes die het leven van de duivel verbeelden, The Devil: A Life – start in december 2024 in Museum Voorlinden in Wassenaar.

## Privéleven
Nick Cave verhuisde in 1990 voor een tijd naar São Paulo, Brazilië en trouwde er met Viviane Carneiro. Hij heeft een zoon uit dit huwelijk, Luke (1991). Na zes jaar huwelijk scheidden Cave en Carneiro in 1996. Hij was lange tijd verslaafd aan heroïne, waardoor hij zelfs ooit in de gevangenis belandde.
Midden jaren negentig had Nick Cave een kortstondige relatie met singer-songwriter PJ Harvey; in het album The Boatman's Call uit 1997 verwerkte hij het einde van deze verhouding.
In 1997 ontmoette Nick Cave Susie Bick, model en muze van Vivienne Westwood, met wie hij in 1999 trouwde. Bick stond model voor de hoes van het vijftiende album van Nick Cave and The Bad Seeds: Push the Sky Away. Cave en Bick zijn de ouders van de in 2000 geboren tweeling Arthur en Earl Cave.
In 2014 werd een dag uit het leven van Nick Cave verfilmd in de deels fictieve, deels autobiografische film 20,000 Days on Earth van Iain Forsyth en Jane Pollard.
Op 14 juli 2015 kwam zijn zoon Arthur om het leven na een val van een klif. Dit gebeurde tijdens de opnames van het album Skeleton Tree. De tragische gevolgen voor Cave, zijn familie en zijn werk zijn gedocumenteerd in de documentaire One More Time with Feeling en in het boek Faith, Hope and Carnage, een bundel gesprekken met de Ierse muziekjournalist Sean O'Hagan. Het album Ghosteen uit 2019 werd geschreven en opgenomen na de gebeurtenissen en behandelt de thematiek en het verwerkingsproces. 9 mei 2022 stierf ook zijn zoon Jethro.
Cave heeft een dubbelzinnige relatie met het christelijke geloof. Op zijn blog Red Hand Files concludeerde hij op een vraag hierover: "So, do I believe in God? Well, I act like I do, for my own greater good. Does God exist? Maybe, I don’t know. Right now, God is a work in progress."

## Discografie
Met Warren Ellis
- CARNAGE (2021)

The Boys Next Door / The Birthday Party
zie The Birthday Party
Nick Cave and the Bad Seeds
zie Nick Cave and the Bad Seeds
Grinderman
zie Grinderman

### Soundtracks (selectie)
- Ghosts... of the Civil Dead, soundtrack (1988) - gecomponeerd met Mick Harvey en Blixa Bargeld
- To Have And To Hold, soundtrack (1996) - gecomponeerd met Mick Harvey en Blixa Bargeld
- The Proposition, soundtrack (2005) - gecomponeerd met Warren Ellis
- The Assassination of Jesse James by the Coward Robert Ford, soundtrack (2007) - gecomponeerd met Warren Ellis
- The Death of Bunny Munro, soundtrack (2009) – gecomponeerd met Warren Ellis
- The Road, soundtrack (2009) – gecomponeerd met Warren Ellis
- Lawless, soundtrack (2012) – gecomponeerd met Warren Ellis
- Peaky Blinders, intro (Red Right Hand) (2013)
- Hell or High Water, soundtrack (2016) – gecomponeerd met Warren Ellis
- Mars, soundtrack (2016) - gecomponeerd met Warren Ellis
- War Machine, soundtrack (2017) - gecomponeerd met Warren Ellis
- Wind River, soundtrack (2017) - gecomponeerd met Warren Ellis
- Kings, soundtrack (2018) - gecomponeerd met Warren Ellis
- La Panthère des neiges, soundtrack (2021) - gecomponeerd met Warren Ellis
- Dahmer – Monster: The Jeffrey Dahmer Story, soundtrack (2022) - gecomponeerd met Warren Ellis
- Blonde, soundtrack (2022) - gecomponeerd met Warren Ellis

## NPO Radio 2 Top 2000
| Nummer met noteringen in de NPO Radio 2 Top 2000 | '07  | '08 | '09  | '10  | '11  | '12  | '13 | '14 | '15 | '16 | '17 | '18 | '19 | '20 | '21 | '22 | '23 | '24 |
| ------------------------------------------------ | ---- | --- | ---- | ---- | ---- | ---- | --- | --- | --- | --- | --- | --- | --- | --- | --- | --- | --- | --- |
| Where the Wild Roses Grow (met Kylie Minogue)    | 1626 | -   | 1497 | 1369 | 1350 | 1096 | 787 | 805 | 977 | 934 | 864 | 865 | 718 | 883 | 901 | 959 | 848 | 709 |

1. ↑  Een '-' betekent dat het nummer niet was genoteerd en een vetgedrukt getal geeft de hoogste notering aan.
2. ↑  2007 was het eerste jaar met een notering voor dit nummer.

Met the Bad Seeds
| Nummers met noteringen in de NPO Radio 2 Top 2000 | '16 | '17 | '18 | '19 | '20 | '21 | '22  | '23  | '24  |
| ------------------------------------------------- | --- | --- | --- | --- | --- | --- | ---- | ---- | ---- |
| Into My Arms                                      | 819 | 630 | 575 | 417 | 382 | 167 | 180  | 176  | 129  |
| Red Right Hand                                    | -   | -   | -   | -   | -   | -   | 1483 | 1529 | 1098 |

1. ↑  Een '-' betekent dat het nummer niet was genoteerd en een vetgedrukt getal geeft de hoogste notering van een nummer aan.
2. ↑  2016 was het eerste jaar met een notering voor Nick Cave and the Bad Seeds.

### Publicaties van Nick Cave
- King Ink, (1988). ISBN 1-880985-08-X
- And the Ass Saw the Angel, (1989). ISBN 1-880985-72-1
- King Ink II, (1997). ISBN 2-84261-053-9
- Complete Lyrics, (2001). ISBN 0-14-100515-7
- De dood van Bunny Munro (The Death Of Bunny Munro), (2009). ISBN 1-84767-376-7
- The Sick Bag Song, (2015). ISBN 9781782116691

### Publicaties met bijdrage van Nick Cave
- The Gospel According to Mark. Pocket Canons: Series 1, 1998. ISBN 0-86241-796-1

## Prijzen en onderscheidingen (selectie)
- 1990 Time Out Magazine: Book Of The Year (And the Ass Saw the Angel).
- 1996 MTV Europe Music Awards: Nick Cave vroeg formeel dat zijn nominatie voor "Best Male Artist" zou worden ingetrokken omdat hij zich niet goed voelde bij het "competitieve karakter" van de prijs.[9]
- 2005 Inside Film Awards: Best Music (The Proposition).
- 2005 AACTA Awards: Best Original Music Score met Warren Ellis (The Proposition).
- 2006 Filmfestival van Venetië: Gucci Award (voor het scenario van The Proposition).
- 2008 Monash-universiteit: Eredoctoraat in de Rechten.
- 2008 MOJO Awards: Best Album of 2008 (Dig, Lazarus Dig!!!).
- 2008 ARIA Awards: Male Artist of the Year (Dig, Lazarus, Dig!!!).
- 2010 Dundee-universiteit: Eredoctoraat in de Letteren.
- 2012 Universiteit Brighton: Eredoctoraat in de Letteren.
- 2014 Sundance Film Festival: World Cinema Documentary Directing Award & Editing Award (20,000 Days on Earth).
- 2014 Ivor Novello Awards: Best Album award (Push The Sky Away).
- 2017 Orde van Australië: Officer of the Order of Australia "For distinguished service to the performing arts as a musician, songwriter, author and actor, nationally and internationally, and as a major contributor to Australian music culture and heritage."[10]

- Bibsys: 90534387
- Biblioteca Nacional de España: XX884209
- Bibliothèque nationale de France: cb12523431t (data)
- Catàleg d'autoritats de noms i títols de Catalunya: 981058512252206706
- CiNii: DA10046256
- Gemeinsame Normdatei: 119288044
- International Standard Name Identifier: 0000 0000 8395 4977
- Library of Congress Control Number: n90643517
- Nationale Bibliotheek van Letland: 000066967
- MusicBrainz: 4aae17a7-9f0c-487b-b60e-f8eafb410b1d
- Bibliotheek van het Japanse parlement: 00464368
- Nationale Bibliotheek van Tsjechië: jn19990001372
- Nationale bibliotheek van Australië: 35636868
- Nationale Bibliotheek van Israël: 987007311038105171
- Nationale Bibliotheek van Polen: a0000001190763
- Nationale en Universitaire bibliotheek Zagreb: 000020558
- Nederlandse Thesaurus van Auteursnamen: 072768118
- Réseau des bibliothèques de Suisse occidentale: 02-A026083554
- Istituto Centrale per il Catalogo Unico: LO1V041119
- LIBRIS: 289064
- SNAC: w64j1dv4
- Système universitaire de documentation: 034482261
- Trove: 548358
- Virtual International Authority File: 270687916
- WorldCat: E39PBJhddJcdWQQKmxRcm9CYT3